# Estnische Apostolische Orthodoxe Kirche
Die Estnische Apostolische Orthodoxe Kirche (estnisch Eesti Apostlik-Õigeusu Kirik, kurz: EAÕK/deutsch EAOK) ist eine orthodoxe Kirche in Estland. Sie untersteht dem Ökumenischen Patriarchat von Konstantinopel als autonome Kirche.
Sie ist nicht identisch mit der Estnisch-Orthodoxen Kirche (estnisch Eesti Õigeusu Kirik, kurz: EÕK).

## Geschichte
Im seit der Reformation lutherischen Estland hatte sich der orthodoxe Glaube während der Zugehörigkeit zum Zarenreich durch Einwanderung von Russen, aber auch unter den Esten ausgebreitet. Nach der Unabhängigkeit Estlands wurden die orthodoxen Gemeinden des Landes 1923 vom Moskauer Patriarchat gelöst und als Estnische Orthodoxe Kirche dem Ökumenischen Patriarchen unterstellt.
Als Estland nach dem Zweiten Weltkrieg Teil der Sowjetunion wurde, wurde die orthodoxe Landeskirche 1944 faktisch wieder dem Moskauer Patriarchat unterstellt, was 1978 von Konstantinopel legitimiert wurde. Die estnische orthodoxe Kirche bestand nur in der Emigration fort.
Nach dem Zerfall der Sowjetunion und der Wiedergewinnung der Unabhängigkeit bemühten sich die orthodoxen Esten um die Wiederherstellung ihrer Landeskirche und deren staatliche und kirchliche Anerkennung. Die staatliche Anerkennung erfolgte 1993 durch die Registrierung als eigenständige kirchliche Organisation beim estnischen Innenministerium. Die kirchliche Anerkennung erfolgte 1996, als der Ökumenische Patriarch Bartholomeos I., erklärte, dass die 1923 ausgesprochene Anerkennung der Estnischen Orthodoxen Kirche wieder in Kraft sei. Dagegen protestierte das Moskauer Patriarchat.
So entstanden in Estland schließlich zwei orthodoxe Kirchen:
- die Eesti Apostlik-Õigeusu Kirik unter dem Ökumenischen Patriarchat
- die unabhängige Eesti Õigeusu Kirik (bis 2024 Moskva Patriarhaadi Eesti Õigeusu Kirik unter dem Moskauer Patriarchat)

Die Gemeinden mussten entscheiden, ob sie der Estnischen Orthodoxen Kirche des Moskauer Patriarchats oder der Estnischen Apostolischen Orthodoxen Kirche im Patriarchat von Konstantinopel unterstehen wollen. Diese Entscheidung wird in der Regel entsprechend der sprachlich-ethnischen Zugehörigkeit der Mehrheit der Gemeindemitglieder getroffen.

## Aktuelle Situation
Nach dem estnischen Zensus von 2011 bekannten sich 13,7 % der Bevölkerung zum orthodoxen Christentum (54 % rechneten sich keiner Religion zu, weitere 17 % beantworteten die Frage nicht). Unter den Gläubigen bildeten 134.300 Russen, 20.600 Esten, 10.800 Ukrainer und 6.200 Weißrussen die größten ethnischen Gruppen. Damit gehörten knapp 40 % der in Estland lebenden Russen und Ukrainer sowie knapp die Hälfte der in Estland lebenden Weißrussen der orthodoxen Kirche an, aber nur 2 % der ethnischen Esten.
Aktuelles Oberhaupt der Estnischen Apostolischen Orthodoxen Kirche ist der Metropolit von Tallinn und ganz Estland Stephanos (Charalambides). Das Oberhaupt der Estnisch-Orthodoxen Kirche des Moskauer Patriarchats, Metropolit Eugen (mit bürgerlichem Namen Waleri Reschetnikow, ein russischer Staatsbürger), musste gemäß einer Entscheidung des estnischen Innenministeriums das Land im Januar 2024 verlassen. Denn er habe nach dem russischen Überfall auf die Ukraine „den Aggressor unterstützt“ und „sein Verhalten trotz früherer Warnungen nicht geändert“.